# Мещеряков, Егор Валерьевич
Егор Валерьевич Мещеряков (бел. Ягор Валер’евіч Мешчаракоў, 9 октября 1976, Минск) — белорусский баскетболист, игравший на позиции тяжёлого форварда. Ассистент главного тренера сборной Белоруссии (2016—2019).

## Игровая карьера
Егор Мещеряков — воспитанник СДЮШОР № 10 города Минска, первый тренер — Вадим Николаевич Алексин.
Для окончания учёбы Егор Мещеряков решил приостановить карьеру игрока в сезоне 2010/2011.
Егор Мещеряков в составе молодёжной сборной Белоруссии (U-22) завоевал золотую медаль на чемпионате Европы-1994. Выступал за национальную сборную Белоруссии с 1995 по 2012 год (с перерывами), был её капитаном. По опросу газеты «Прессбол» признавался лучшим баскетболистом Белоруссии 1998, 2000, 2001, 2008 и 2009 годов.
3 февраля 2018 года Егор Мещеряков введён в Зал славы университета имени Джорджа Вашингтона.

## Тренерская карьера
В 2009 году Егор Мещеряков стал одним из основателей детского баскетбольного клуба, названного его именем.
В декабре 2014 года Мещеряков был назначен на пост спортивного директора «Цмоки-Минск». Одновременно с 2016 года работал заместителем председателя Белорусской федерации баскетбола и ассистентом главного тренера сборной Белоруссии. С сентября 2018 года — ассистент главного тренера  клуба «Цмоки-Минск». В январе 2019 года уволен из команды вместе с главным тренером Александром Крутиковым за неудовлетворительные результаты.

## Достижения
- Чемпион Европы среди молодёжных команд: 1994.
- Чемпион Украины: 2007/08.
- Чемпион Белоруссии: 1993/94, 1994/95.
- Серебряный призёр чемпионата России: 2006/07.
- Серебряный призёр чемпионата Белоруссии: 1992/93.